# Baby Ariel
Baby Ariel, pseudonimo di Ariel Rebecca Martin (Pembroke Pines, 22 novembre 2000), è un'attrice e cantante statunitense.
Nel 2017 è stata riconosciuta da Time come una delle persone più influenti del web ed è stata inserita da Forbes nella lista delle maggiori influencer dell'anno. Ha anche vinto il Teen Choice Awards nella categoria Choice Muser per due anni consecutivi (2016 e 2017).

## Biografia
Ha iniziato la carriera sul web nel social network Musical.ly (oggi conosciuta come TikTok) nel maggio 2015. Raggiungendo i 30 milioni di follower era considerata una tra le personalità più conosciute nella piattaforma. Nel frattempo raggiunge i 10 milioni di seguaci su Instagram, 3 milioni su YouTube e 1 milione su Twitter, affermandosi come una delle maggiori influencer statunitensi.
Nel 2015 ha lanciato una campagna anti-bullismo chiamata #ArielMovement, che ha ricevuto particolare seguito e popolarità mediatica.
Nel settembre 2016 firma per l'etichetta CAA e pubblica il suo primo singolo Aww il 1º dicembre 2017. Il suo secondo singolo Perf esce il 17 gennaio 2018, mentre il 30 marzo successivo viene pubblicato il brano Say It con Daniel Skye.
Ha collaborato con l'EA Games per il videogioco The Sims 4, apparendo come personaggio nel pacchetto di espansione The Sims 4: Nuove stelle, pubblicato nel novembre 2018.
Alla fine del 2018, è la protagonista della miniserie Baby Doll Records in onda su Brat, mentre l'anno successivo è co-protagonista del film Un detective alla Bixler High su Nickelodeon. Nel 2020 interpreta il ruolo di Wynter nella produzione originale di Disney Channel Zombies 2.
Il 9 luglio del 2021 ha pubblicato il suo EP di debutto, intitolato Blue.

## Vita privata
È ebrea ed è nata a Pembroke Pines, un comune in Florida, da padre panamese e da madre cubana-israeliana.

## Discografia

### EP
- 2021 – Blue

### Singoli
- 2017 – Aww
- 2018 – Perf
- 2018 – Say It (con Daniel Skye)
- 2018 – Gucci on My Body
- 2019 – I Heart You
- 2019 – Wildside
- 2020 – The New Kid in Town

## Filmografia

### Televisione
- Life of Jacob – serie TV, 3 episodi (2016)
- Bizaardvark – serie TV, 1 episodio (2017)
- Chicken Girls – serie web, 9 episodi (2018)
- Baby Doll Records – serie TV, 6 episodi (2018)
- Henry Danger – serie TV, 1 episodio (2018)
- Un detective alla Bixler High (Bixler High Private Eye), regia di Leslie Kolins Small – film TV (2019)
- Zombies 2, regia di Paul Hoen – film TV (2020)
- Zombies 3, regia di Paul Hoen – film TV (2022)

## Premi e riconoscimenti
- 2016 – Premio Choice Muser ai Teen Choice Awards
- 2016 – Candidatura per "Breakout Creator" agli Streamy Awards
- 2016 – Candidatura per "Entertainer of the Year" agli Streamy Awards
- 2017 – Premio Choice Muser ai Teen Choice Awards
- 2017 – Candidatura per "Favorite Social Media Star" ai People's Choice Awards
- 2017 – Candidatura come "Social Star Award" agli iHeartRadio Music Awards
- 2017 – Candidatura come "Muser of the Year" dei Shorty Awards
- 2017 – Candidatura come "Favorite Influencer" ai Premios Tu Mundo
- 2018 – Candidatura per "Debut Music Video" ai BreakTudo Awards